# Otoe (Nebraska)
Otoe es una villa ubicada en el condado de Otoe en el estado estadounidense de Nebraska. En el Censo de 2010 tenía una población de 171 habitantes y una densidad poblacional de 415,24 personas por km².

## Geografía
Otoe se encuentra ubicada en las coordenadas 40°43′27″N 96°7′14″O / 40.72417, -96.12056. Según la Oficina del Censo de los Estados Unidos, Otoe tiene una superficie total de 0.41 km², de la cual 0.41 km² corresponden a tierra firme y (0%) 0 km² es agua.

## Demografía
Según el censo de 2010, había 171 personas residiendo en Otoe. La densidad de población era de 415,24 hab./km². De los 171 habitantes, Otoe estaba compuesto por el 95.32% blancos, el 0% eran afroamericanos, el 1.17% eran amerindios, el 0% eran asiáticos, el 0% eran isleños del Pacífico, el 2.34% eran de otras razas y el 1.17% pertenecían a dos o más razas. Del total de la población el 2.34% eran hispanos o latinos de cualquier raza.